# Les Clayes-sous-Bois
Les Clayes-sous-Bois település Franciaországban, Yvelines megyében. Lakosainak száma 16 940 fő (2022. január 1.). Les Clayes-sous-Bois Bois-d’Arcy, Chavenay, Plaisir, Trappes és Villepreux községekkel határos.

## Népesség
A település népességének változása:
| Lakosok száma | 17 735 | 17 645 | 17 749 | 17 636 | 17 560 | 17 487 | 17 378 | 17 237 | 16 940 |
|               | 2013   | 2015   | 2016   | 2017   | 2018   | 2019   | 2020   | 2021   | 2022   |